# エミリオ・サルガーリ

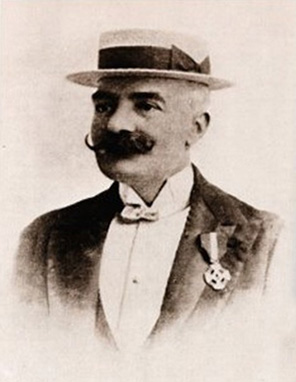
エミリオ・サルガーリ

エミリオ・サルガーリ（Emilio Salgari, IPA:[sal'gaːri]、1862年8月21日 - 1911年4月25日）はイタリアの剣戟冒険小説作家。イタリアにおけるSF小説の先駆者でもあり、その種の作品に『二十一世紀の驚異（Le meraviglie del duemila、1907）』（シーライトパブリッシング［オンデマンド版・電子書籍版］、2013年）がある。日本語表記はエミリオ・サルガリとも（などでの表記）。

## 経歴
サルガーリはヴェローナで生まれた。海軍士官になろうとする企てに失敗したのち、彼は探検と発見への情熱を、執筆活動に向けた。彼は、短・長編あわせて二百以上の冒険小説を書いた。それらはエキゾティックな舞台設定と多様な文化圏からやってきたヒーローたちの物語であった。
イタリア語、ポルトガル語、スペイン語を話す国々では極めて人気がある（彼の作品はSFというよりは寧ろクリフ・ハンガー的な冒険譚であるとは言え、「イタリアのジュール・ヴェルヌ」として知られている）ものの、サルガーリは、世界のそれ以外の地域ではあまり知られていない。
サルガーリの本は数百万の読者に売られたが、商才の不足が彼を極貧のままに留めた。彼は1911年にトリノで自殺した。

## 評価と現状

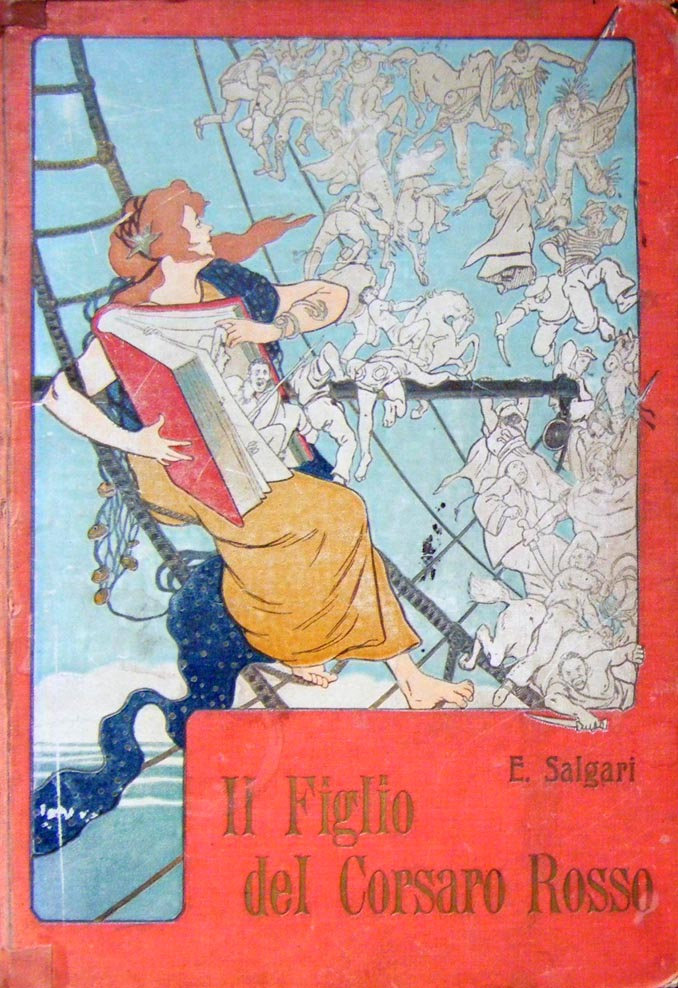
"Il figlio del Corsaro Rosso (1908)"（赤い海賊の息子）の表紙

大衆には人気があったものの、エミリオ・サルガーリは生涯、そして20世紀のほぼ全ての間、批評家たちからは慎重に避けられていた。彼の作品が再評価され、英訳が刊行され始めたのは1990年代末期になってからのことだった。日本語にはIl Corsaro Nero (1898) の一作が『黒い海賊』の題で児童向けに翻訳されているに過ぎない。（→#作品リスト）

## 影響
サルガーリの作品は、無数の追随者によって模倣されている。イタリアの冒険文学はサルガリ作品の延長である。ルイジ・モッタ (Luigi Motta) やエミリオ・ファンチェッリ (Fancelli) を始めとする多くの19世紀末作家が、サルガーリの様式（早いペースで、大きな戦闘と、血、暴力、ユーモアによる中断で満ちている）を真似て、サンドカン (Sandokan) の冒険譚の続きを書き綴った。
この様式はすぐに映画とテレビに広まった。一例として、偶像的なマカロニ・ウェスタンの映画監督セルジオ・レオーネが挙げられる。彼の描くアウトロー的主人公は、サルガーリの海賊ものに影響を受けている。50以上の映画がサルガーリの小説を元にしており、さらに多くのものが彼の作品（コルセア・シリーズ、密林冒険シリーズ、『海賊モーガン』のような剣戟もの）に影響されている。
フェリーニもサルガーリの愛読者であった。マスカーニは50冊を超えるサルガーリを書斎に持っていた。ウンベルト・エーコもまた、多くのラテン・アメリカ作家（ガルシア・マルケス、イサベル・アジェンデ、パブロ・ネルーダなどなど）と同様にサルガーリの作品を子供の時に読んでいた。チェ・ゲバラはサルガーリの本を62冊読んだ。ゲバラの伝記作家パコ・イグナシオ・タイボ二世は、彼の反・帝国主義は「サルガリ起源」だと見られる、と述べている。

## 映画
サルガーリの小説は、数作が映画化されている。1920年代初頭にヴィターレ・デ・ステファーノがサルガーリの海賊ものを初めに映画化した。サンドカンが、『サンドカン総攻撃』や『マレーシアの海賊』においてヘラクレス的な筋肉スターのスティーヴ・リーヴスによって演じられる一方、レックス・バーカーは虎狩人トレマル＝ナイク (Tremal-Naik) として1955年のB級映画"The Mystery of The Black Jungle"に登場した。レイ・ダントンはルイジ・カプアーノの"Sandokan Against the Leopard of Sarawas(Throne of Vengeannce)"でサンドカンを演じることにより訳者としての方向転換を図った。後に彼は"Sandokan Fights Back(The Conqueror and the Empress)"のオリジナルな出演者の大半とともにその役を再演している。
1976年までは、特にサンドカンのはまり役という者はいなかった。そこへ、カビール・ベディ (Kabir Bedi) が"Tiger of Malaysia"を演じてヨーロッパに旋風を巻き起こした。彼はその後、1990年代末期に続編のシリーズでも同じ役を演じている。

## 作品リスト

### Ciclo dei pirati della Malesia（英：Pirates of Malaysia） (Sandokan)
- I Misteri della Jungla Nera （英：The Mystery of the Black Jungle） (1895)
- Le Tigri di Mompracem （英：The Tigers of Mompracem） (1900)
- I Pirati della Malesia （英：The Pirates of Malaysia） (1896)
- Le due Tigri （英：The Two Tigers） (1904)
- Il Re del Mare （英：King of the Sea） (1906)
- Alla conquista di un impero （英：Quest for a Throne） (1907)
- Sandokan alla riscossa （英：Sandokan Fights Back） (1907)
- La riconquista del Mompracem （英：Return to Mompracem） (1908)
- Il Bramino dell'Assam （英：The False Brahman） (1911)
- La caduta di un impero （英：An Empire Crumbles） (1911)
- La rivincita di Yanez （英：Yanez' Revenge） (1913)

最後の二作は死後出版されたものである。

### Ciclo dei corsari delle Antille（英：The Black Corsair Series）
- Il Corsaro Nero （英：The Black Corsair） (1898) 
  - 安藤美紀夫訳『黒い海賊（世界名作全集 155）』講談社、1958年
  - 清水三郎治訳「黒い海賊」 - 収録：講談社『少年少女世界文学全集 40（南欧・東欧編 3）』1961年
  - 須知徳平訳「黒い海賊」 - 収録：『少年少女世界の名作 41（南欧編 1）』小学館、1972年
- La regina dei Caraibi （英：Queen of The Caribbean） (1901)
- Jolanda, la figlia del Corsaro Nero（英：Yolanda Daughter of The Black Corsair） (1905)
- Il figlio del Corsaro Rosso （英：Son of the Red Corsair） (1908)
- Gli ultimi filibustieri （英：The Last Pirates） (1908)

### Ciclo dei corsari delle Antille（英：The Pirates of Bermuda Series）
- I corsari delle Bermude (1909)
- La crociera della Tuonante (1910)
- Straordinarie avventure di Testa di Pietra (1915)

### Ciclo delle avventure nel Far West（英：Adventures in the Old West Series）
- Sulle frontiere del Far-West (1908)
- La scotennatrice (1909)
- Le selve ardenti (1910)

### その他のシリーズ

#### I due marinai（英：Two sailors）
- Il Tesoro del Presidente del Paraguay (1894)
- Il Continente Misterioso (1894)

#### Il Fiore delle Perle
- Le stragi delle Filippine (1897)
- Il Fiore delle Perle (1901)

#### I figli dell'aria
- I Figli dell'Aria (1904)
- Il Re dell'Aria (1907)

#### Capitan Tempesta
- Capitan Tempesta (1905)
- Il Leone di Damasco (1910)

以上、シリーズものをリストアップした。単発ものに関しては英語版、イタリア語版などを参照されたい。